# Traité de Qasr-i-Chirin

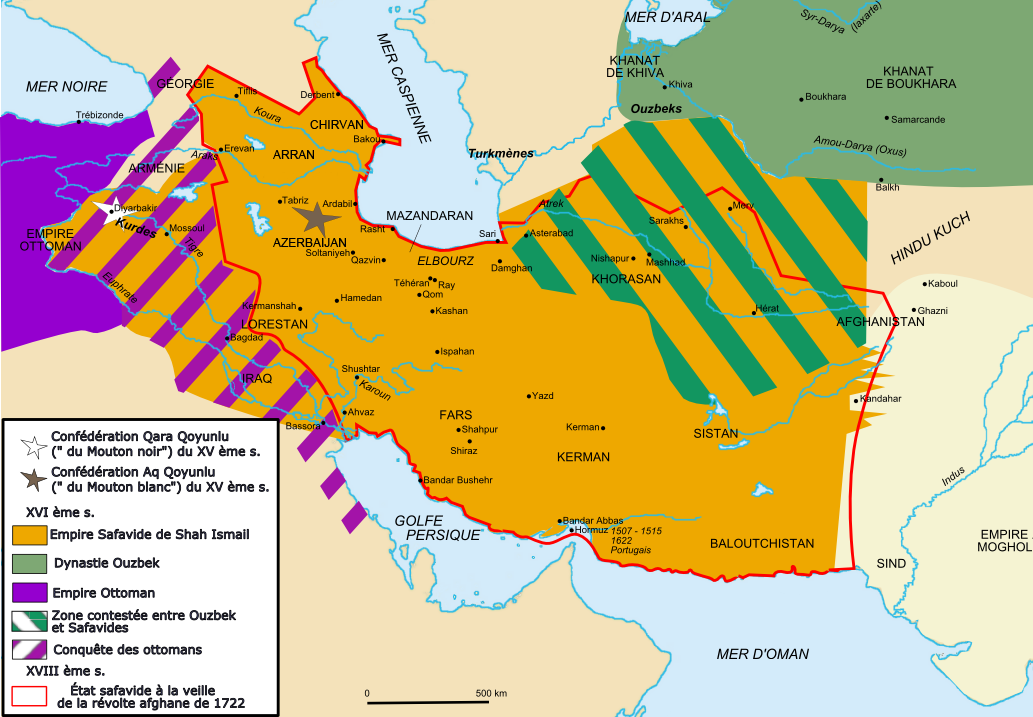
La zone hachurée en violet correspond approximativement aux territoires devenu ottomans par le traité.

Le traité de Qasr-i-Chirin ou traité de Zuhab est un traité signé le 17 mai 1639 entre l'Iran séfévide de Safi Ier et l'Empire ottoman de Murad IV. Il met fin à la guerre ottomano-persane (1623-1639) opposant les deux empires et, de manière plus générale, à une période de conflit de 150 ans.
L'accord fixe la frontière entre les deux empires : l'Empire ottoman obtient l'Irak avec Bagdad et Mossoul, les régions arméniennes de Van et de Kars ; l'Iran reçoit la région d'Erevan et l'Azerbaïdjan actuel.